# Nigella papillosa
Nigella papillosa är en ranunkelväxtart som beskrevs av G. López González. Nigella papillosa ingår i släktet nigellor, och familjen ranunkelväxter. Inga underarter finns listade i Catalogue of Life.